# Grand Ages: Rome
Grand Ages: Rome (в России известна как «Великие эпохи: Рим») — компьютерная игра 2009 года, разработанная Haemimont Games, издатель Kalypso Media. В России издателем является компания Акелла.

## Особенности игры
- Нелинейная кампания из 40 разнообразных миссий
- Оригинальная система экономики и торговли
- Сражения в реальном времени
- 18 видов подразделений (Преторианцы, Триарии, Боевые слоны и т. д.)
- Различные режимы мультиплеера, включая уникальный командный режим
- Возможности постройки более 60 зданий
- Развитие героя в зависимости от успешного выполнения заданий

## Геймплей
Игра напоминает серию Caesar и прошлые проекты студии Haemimont Games: Glory of the Roman Empire и Imperium Romanum. Геймплей разделяется на 2 категории: мирное развитие и война.

## Режимы
В игре присутствует 3 режима: кампания, свободная игра и сетевая игра.
Кампания — режим, в котором выполняются различные миссии, например: уничтожить все войска, построить 5 зданий определенного типа и т. д. Всего в каждой миссии есть 2 обязательные и 2 дополнительные (за их выполнение даются различные бонусы). Всего в режиме 40 миссий.
Свободная игра — обычный режим на определённой карте, представляющий собой простое развитие без каких-либо заданий.
Сетевая игра — мультиплеер, в котором присутствуют 6 режимов: Остаться в живых, 40000 динариев, Все памятники, Победить последних варваров, Царь горы, Всё в одном.

## Графика
«Графика в игре, несомненно, хороша. С визуальной точки зрения Grand Ages: Rome намного опережает своих предшественниц. Теперь строения, пейзажи и крошечные люди выглядят не так ярко и красочно, но гораздо более детализировано и реалистично».

## Дополнение
Grand Ages: Rome — Reign of Augustus (в России известна как «Великие Эпохи: Рим - Правление Августа») - дополнение для «Grand Ages: Rome», которое добавляет полномасштабную новую кампанию, состоящую из 12 заданий, новые карты и вносит ряд различных улучшений в геймплей. В игре появились новые здания, таланты для семей, украшения города. Введен "режим бога" и дополнительные опции для многопользовательской игры.

## Оценки
| Сводный рейтинг | Сводный рейтинг |
| Агрегатор       | Оценка          |
| --------------- | --------------- |
| GameRankings    | 74,58 %         |

- StopGame: 3,8/5
- Игромания: 7/10[4]
- AceGamez: 90/100
- GamingXP: 87/100
- Total PC Gaming: 80/100
- PC Games (Germany): 80/100
- GameStar: 76/100
- IGN: 68/100
- GameZone: 67/100
- GameSpot: 55/100